# Георгієвський район
Георгієвський район (рос. Георгиевский район) — адміністративна одиниця Росії, Ставропольський край. До складу району входять 14 сільських поселень.